# Ichneumon praestigiator
Ichneumon praestigiator là một loài tò vò trong họ Ichneumonidae.